# Busan Open Challenger 2024
Il Busan Open Challenger 2024 è stato un torneo maschile di tennis professionistico. È stata la 20ª edizione del torneo, facente parte della categoria Challenger 125 nell'ambito dell'ATP Challenger Tour 2024, con un montepremi di 164 000 $. Si è giocato dall'8 al 14 aprile 2024 sui campi in cemento del Spo 1 Park di Busan, in Corea del Sud.

## Partecipanti al singolare

### Teste di serie
| Nazionalità | Giocatore       | Ranking* | Testa di serie |
| ----------- | --------------- | -------- | -------------- |
| Australia   | James Duckworth | 105      | 1              |
| Finlandia   | Otto Virtanen   | 165      | 2              |
| Giappone    | Sho Shimabukuro | 169      | 3              |
| Italia      | Mattia Bellucci | 178      | 4              |
| Cina        | Bu Yunchaokete  | 179      | 5              |
| Sudafrica   | Lloyd Harris    | 181      | 6              |
| Australia   | Li Tu           | 186      | 7              |
| Hong Kong   | Coleman Wong    | 192      | 8              |

* Ranking al 1º aprile 2024.

### Altri partecipanti
I seguenti giocatori hanno ricevuto una wild card per il tabellone principale:
- Kwon Soon-woo
- Nam Ji-sung
- Roh Ho-young

I seguenti giocatori sono passati dalle qualificazioni:
- Blake Ellis
- Altuğ Çelikbilek
- Chung Yun-seong
- Paul Jubb
- Yankı Erel
- Rio Noguchi

## Punti e montepremi
| Torneo    | Torneo              | V      | F      | SF    | QF    | 2T    | 1T    | Q | Q2  | Q1  |
| Singolare | Punti               | 125    | 64     | 35    | 16    | 8     | 0     | 5 | 3   | 0   |
| Singolare | Premi in denaro ($) | 21 650 | 12 770 | 7 560 | 4 400 | 2 590 | 1 565 | – | 785 | 395 |
| Doppio    | Punti               | 125    | 64     | 35    | 16    | –     | 0     | – | –   | –   |
| Doppio    | Premi in denaro ($) | 9 350  | 5 440  | 3 250 | 1 930 | –     | 1,080 | – | –   | –   |

## Campioni

### Singolare
Yasutaka Uchiyama ha sconfitto in finale  Hong Seong-chan con il punteggio di 7–6(4), 6–3.

### Doppio
Ray Ho /  Nam Ji-sung hanno sconfitto in finale  Chung Yun-seong /  Hsu Yu-hsiou con il punteggio di 6–2, 6–4.